# Rhyncomya bullata
Rhyncomya bullata är en tvåvingeart som beskrevs av Deeming 1996. Rhyncomya bullata ingår i släktet Rhyncomya och familjen Rhiniidae.
Artens utbredningsområde är Oman. Inga underarter finns listade i Catalogue of Life.